# Ahti Karjalainen
Ahti Karjalainen  (født 10. februar 1923, død 7. september 1990) var en finsk politiker. Han var statsminister i årene 1962-1963 og 1970-1971.